# StatCounter
StatCounter（スタットカウンター）は、1999年に開設されたWebトラフィック解析を行うウェブサイトである。基本サービスへのアクセスは無料で、高度なサービスは月額US$5からUS$119の価格で提供されている。StatCounterは、アイルランドのダブリンを拠点としている。StatCounterからの統計は、たとえばWebの利用シェアを計算するために使用されている。2019年5月現在、StatCounterはすべてのWebサイトの0.9％で使用されている。
StatCounterの統計は、ユニークビジターではなく、StatCounterを利用している約300万のサイトのヒットから直接得られたもので、月間合計ヒット数は150億を超える。 サンプリングバイアスを補正するための人工的な重み付けは使用されないため、統計の数値は代表サンプルとは見なされない。
同社は16歳のときにAodhán Cullenによって設立された。Cullenは、2008年のEircom Golden Spider Awardsで「インターネットヒーロー（Internet Hero）」賞を受賞した。彼はまた、2007年にはBusinessWeekの「Young European Entrepreneur of the Year」にも選ばれた。